# Ulysses Guimarães
Ulysses Silveira Guimarães GCC • GCIH (Itirapina, 6 d'octubre de 1916 – Angra dos Reis, 12 d'octubre de 1992) va ser un polític i advocat brasiler, un dels principals opositors al règim militar. Va ser el President de l'Assemblea Nacional Constituent de 1987–1988, que va inaugurar el nou ordre democràtic, després de 21 anys sota una dictadura.

## Biografia

### Infància i joventut
Ulysses Guimarães va néixer en la villa d'Itaqueri da Serra, actualment un districte pertanyent al municipi d'Itirapina, en l'interior paulista. Fill d'Amélia Correia Fontes i d'Ataliba Silveira Guimarães; es va casar amb Ida de Almeida (coneguda com "Mora"), qui era vídua i tenia dos fills petits, Tito Enrique i Celina Ida.
Va tenir una vida acadèmica activa, participant del Centre Acadèmic XI d'Agost i exercint la vicepresidència de la Unió Nacional d'Estudiants (UNE). Es va llicenciar en Ciències Jurídiques i Socials, per la Facultat de Dret de la Universitat de São Paulo (USP).

### Vida professional
Va ser professor durant diversos anys en la Facultat de Dret de la Universitat Presbiteriana Mackenzie, on va ser professor titular de Dret Internacional Públic. També va donar classes de Dret Municipal en la Facultat de Dret d'Itu i de Dret Constitucional en la Institució Toledo d'Ensenyament de Bauru, on també va ser-ne el director. Va exercir professionalment l'advocacia, especialitzant-se en Dret Tributari i va ser directiu del Santos Futebol Clube en els anys 40.

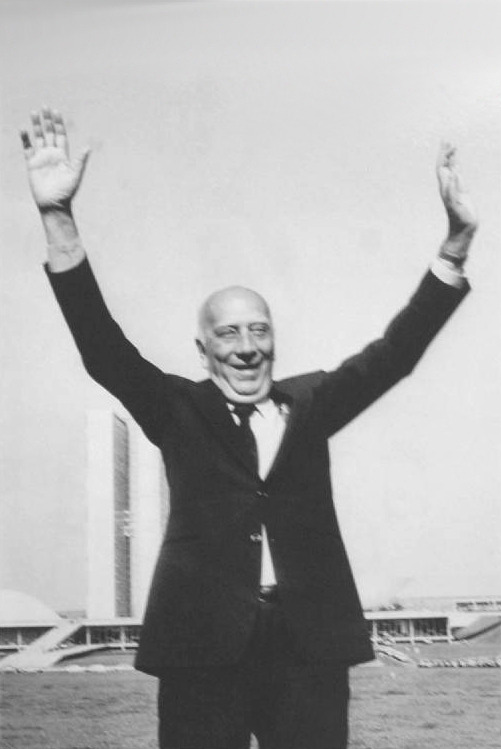
Davant de la seu del Congrés Nacional.

Va ser elegit diputat estatal de São Paulo pel Partit Social Democràtic, en la legislatura constituent de 1947. A partir d'aquell moment, mai més no abandonaria la política, sent elegit diputat federal paulista en onze mandats consecutius, de 1951 a 1995 (sense poder concloure l'últim mandat).
Va assumir la cartera del Ministeri d'Indústria i Comerç en el gabinet Tancredo Neves, entre 1961 i 1962. Va recolzar, inicialment, el cop contra João Goulart, havent participat, fins i tot, en la polèmica Marxa de la Família amb Déu per la Llibertat en São Paulo, però poc després va passar a l'oposició. Amb la instauració del bipartidisme (1965), es va afiliar al Moviment Democràtic Brasiler (MDB), del qual seria vicepresident i, després, president. Entre 1967 i 1970 va ser president del Parlament Llatinoamericà.

### Lluita per l'obertura política
El 1973, va llançar la seva "anticandidatura" simbòlica a la Presidència de la República, com a forma de repudi a la dictadura militar. L'acompanyava en aquesta protesta el periodista i ex-governador de Pernambuco, Barbosa Lima Sobrinho.
El 29 de novembre de 1976 va fundar l'Orde dels Parlamentaris del Brasil, una organització sense vincles partidaris, religiosos o socials, de la qual és Patró.
Al capdavant del partit, va participar en totes les campanyes pel retorn del país a la democràcia, inclosa la lluita per una amnistia àmplia, general i sense restriccions. Amb la fi del bipartidisme (1979), l'MDB es va convertir en el Partit del Moviment Democràtic Brasiler (PMDB), del qual en seria president nacional.
Junt amb noms com Tancredo Neves, Orestes Quércia, Mario Covas, Fernando Henrique Cardoso, Luiz Inácio Lula da Silva o Franco Montoro, Ulysses va liderar noves campanyes de redemocratització, com el moviment per exigir a l'exèrcit la celebració d'eleccions directes, conegudes popularment amb el lema Diretas Já. Guimarães gairebé va ser el candidat a la presidència de la República el 1985 pel PMDB, quan les eleccions per fi van tornar als col·legis electorals. Les articulacions polítiques d'aleshores van acabar configurant una llista "mixta", amb Tancredo Neves com a candidat a la presidència pel PMDB i José Sarney, del PFL, optant a la vicepresidència.

### Redemocratització del Brasil
Va exercir la Presidència de la Cambra de Diputats en tres períodes (1956–1957, 1985–1986 i 1987–1988); sent aquest últim el de l'Assemblea Nacional Constituent. La nova Constitució, en la qual Ulysses va tenir un paper fonamental, va ser definitivament aprovada el 5 d'octubre de 1988, havent estat denominada per ell Constitució Ciutadana, pels avenços socials que va incorporar al document. Com a president de la Cambra dels Diputats, el polític paulista va haver d'assumir la presidència de manera interina en diverses ocasions, substituint Sarney.
Es va presentar a la presidència de la República a les eleccions de 1989, on va rebre el 4,4% dels vots. El 1990 va ser reelegit diputat. Ulisses no va presentar candidatura per a renovar la seva posició de president de la Cambra i va perdre la presidència del PMDB davant Orestes Quércia. L'any 1992, durant el procés de destitució del president Fernando Collor de Mello, Guimarães va ser un dels protagonistes, demanant que la votació al Congrés no fos secreta.

### Mort
Va morir en un accident d'helicòpter, a Angra dos Reis, estat de Rio de Janeiro, el 12 d'octubre de 1992, juntament amb l'exsenador Severo Gomes, les respectives esposes i el pilot. Dels 5 morts, el cos d'Ulysses Guimarães va ser l'únic que no es va trobar mai.

## Premis i honors

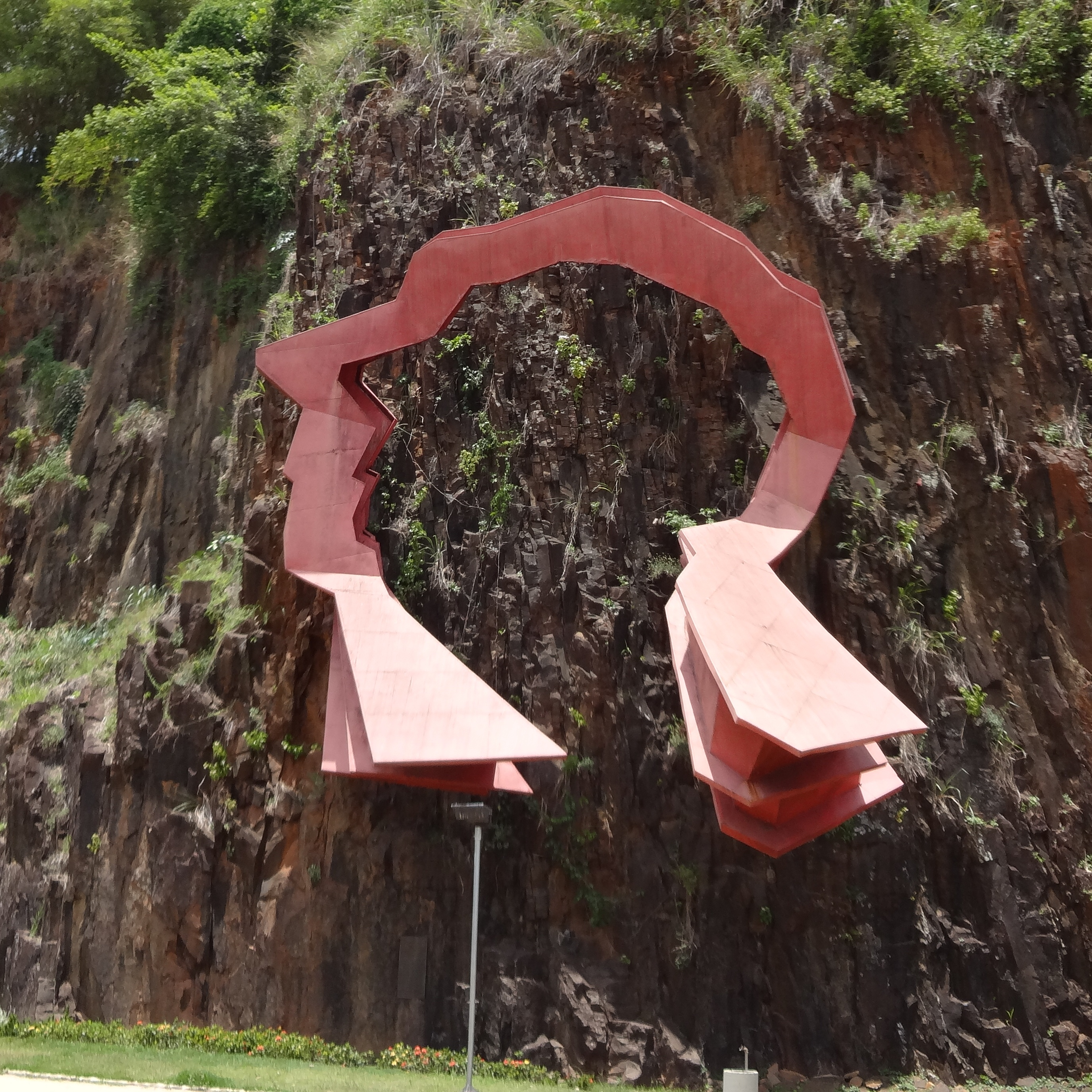
Memorial Ulysses Guimarães a Campinas

El 17 de maig de 1958 va ser condecorat amb la Gran Creu de l'Orde Militar de Crist de Portugal. El 21 de novembre de 1987 va rebre la Gran Creu de l'Orde de l'Infant Dom Henrique, també de Portugal.
El seu nom va ser inscrit en el Llibre dels Herois i Heroïnes de la Pàtria, per la llei federal núm. 13.815, del 24 d'abril de 2019, un cenotafi situat a Brasília en memòria dels brasilers més destacats en la defensa dels valors nacionals.

## Publicacions
- Vida Exemplar de Prudente de Morais, 1940
- Navegar é preciso, Viver não é preciso, 1973
- Socialização do Direito, 1978
- Esperança e Mudança, 1982
- Tentativa, 1983
- Diretas Já, 1984
- PT Saudações, 1988
- Da Fé fiz Companheira, 1989
- Ou Mudamos ou seremos Mudados, 1991
- Parlamentarismo – Além de ser mais forte, substitui um regime fraco, 1992.